# Ꙟ (Jn, letra cirílica arcaica)

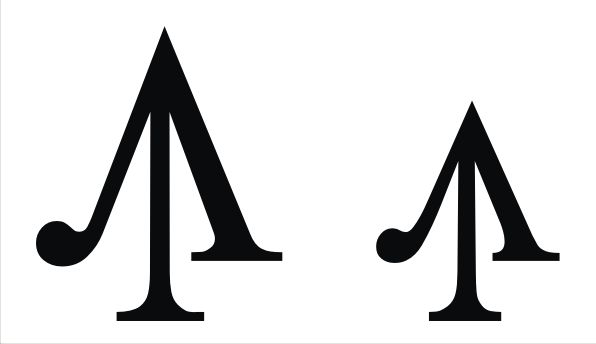
Esta es la letra cirílica Yn, hecha por Chris Iz Cali, usó Yn en comparación con otras letras cirílicas y recortó la Yn.

La Jn,Yn o Eyn (Ꙟ) fue una letra arcaica del alfabeto cirílico. La minúscula es ꙟ.
Como muy pocas fuentes la contienen (como FreeSerif y Segoe UI desde Windows 8), se le sustituye mediante una flecha hacia arriba: ↑.

## Unicode
Sus códigos son U+A65E para mayúscula y U+A65F para minúscula.
- Datos: Q426602
- Multimedia: Cyrillic Yn / Q426602